# زماريات البحر
زماريات البحر أو أسماك أنبوبية الشكل أو ملتحمات الفك (الاسم العلمي:Syngnathiformes) هي رتبة من الأسماك تتبع طائفة الأسماك العظمية من شعبة الحبليات. الاسم العلمي (الاسم العلمي:Syngnathiformes) ملتحمات الفك مشتق من الاسم العلمي للجنس النموذجي أبي شوكة (الاسم العلمي: Gasterosteus) وهو مؤلف من كلمتين إغريقيتين هما gaster وتعني بطن (بالإنكليزية:stomach) وosteon وتعني عظم (بالإنكليزية:bone).

## فصائل
- زمارات البحر

تعتبر سينجنثيفورمس (Syngnathiformes) رتبة من الأسماك شعاعية الزعانف (ray-finned fish) التي تضم الأسماك الأنبوبية وأسماك حصان البحر.
يوجد لدى هذه الأسماك أجسام ممتدة ضيقة محاطة بسلسلة من الحلقات ناتئة العظم وفتحات أنبوبية صغيرة. تعيش مجموعات عديدة بين العشب البحري وتسبح مع محاذاة جسمها عموديًا، لكي تختفي داخل جذور العشب.

## النظاميات الحيوية والتصنيف
في بعض الدراسات، تصنّف هذه الأسماك ضمن رتيبة (suborder) سينجنثويدي (Syngnathoidei) لرتبة جستروستيفورمس (Gasterosteiformes) مع السمك الشائك (stickleback) وأقاربها. تعتبر هذه الأنواع وفقًا للرأي التقليدي المدعوم بالأدلة المتوفرة هذه الأيام أنه من الأفضل أن تعتبر رتبًا منفصلة، وحقيقة فإنها بين أكنثوبتريجي (Acanthopterygii) قد لا تكون هناك قرابة شديدة على وجه الخصوص.
إضافة إلى ذلك، يتم تصنيف الأسماك الشائكة ذوات الدروع إندوستوميدي (Indostomidae) وبيجاسدي (Pegasidae) (أسماك التنين وفراشة البحر) لتوضع مع فصيلة الأسماك الأنبوبية أو الأسماك الشائكة. بينما يبدو تصنيفها ضمن سينجنثيفورمس تصنيفًا صحيحًا بالنسبة للجزء الأخير، ربما يكون السابق رتبة من الأسماك شعاعية الزعانف قائمة بذاتها. يتم وضع إندوستوميدي (Indostomidae) في جستروستيفورمس (Gasterosteiformes) في الوقت الحالي وذلك اتباعًا للمعاهدة الصادرة عن مؤسسات تصنيف الأسماك الكبيرة (قاعدة بيانات الأسماك، (ITIS)، موسوعة الحياة).
البيولوجية (Morphological) التي تضم أسماك الغرنار الطائرة داستيلوبتيريدا (Dactylopteridae) وسينجنثيفورمس (Syngnathiformes) بشكل كبير. حيث قام معظم الكتاب بوضعها ضمن رتبة اسكوربينيفورمس (Scorpaeniformes). بالرغم من أن، بيانات تسلسل DNA تدعم بشكل قوي فكرة أن الأخير يعتبر مجموعة شبه عرقية (paraphyletic) تدخل ضمن جستروستيفورمس  (Gasterosteiformes) بالمعنى الأوسع. حيث يبدو أن أسماك الغرنار الطائرة تعتبر قريبة على وجه الخصوص من أولوستوميدي (Aulostomidae) وفيستولاريدي (Fistulariidae)، وربما ينبغي أن يتم ضمّها إليها.
يمكن عرض قائمة مؤقتة للعائلات في تسلسل تطويري كما يلي:
- سنتريسيدي (Centriscidae) – سمك الؤلؤ (razorfish) وسمك الجمبري (shrimpfish) وسمك الفنطاسي (snipefish) (بما في ذلك ماكرورمفوسيدي (Macroramphosidae).
- بيجاسيدا (Pegasidae) – أسماك التنين وفراشات البحر (يتم وضعهما هنا مؤقتًا)
- سولينستوميدا (Solenostomida) – أسماك أنبوبية مزيفة وأسماك أنبوبية شبحية والأسماك أنبوبية الفم
- سينجناثيد (Syngnathidae) وحصان البحر وأسماك الأنبوب حقيقية (pipefishes)
- أتولوستميدا (Aulostomidae) والسمك البوقي (trumpetfishes)
- فيستولارادا (Fistulariidae) والسمك البوري